# Accident de Hordorf
 (mars 2021).
Si vous disposez d'ouvrages ou d'articles de référence ou si vous connaissez des sites web de qualité traitant du thème abordé ici, merci de compléter l'article en donnant les références utiles à sa vérifiabilité et en les liant à la section « Notes et références ».
La collision de Hordorf est un accident ferroviaire qui s'est produit le 29 janvier 2011, lorsqu'un train de marchandises et un train de passagers sont entrés en collision près de Hordorf en Saxe-Anhalt, en Allemagne, sur la ligne Magdeburg-Thale. Le train de passagers a déraillé lors de la collision. Dix personnes ont été tuées et 23 personnes ont été blessées, dont certaines dans un état critique.
Les rapports initiaux faisant état de 33 personnes blessées ont ensuite été corrigés pour en compter 23, dont certaines dans un état critique. Une centaine de secouristes se trouvaient sur le lieu de la collision, qui se trouve à environ 200 kilomètres à l'ouest de Berlin.

## Accident
Le train régional, avec environ 45 à 50 passagers à bord, approchait de la fin d'un tronçon à voie unique à environ 100 km/h, quand il est entré en collision frontale, dans des conditions très brumeuses, avec le train de marchandises, qui circulait à environ 80 km/h. Les deux trains avaient réduit leur vitesse avant l'impact - alors que le train de marchandises n'a ralenti que légèrement, à 68km/h, un freinage d'urgence sur le train de passagers l'avait fait passer d'environ 98 km/h à 66 km/h. L'impact a fait dérailler le train de passagers, qui est tombé sur le côté. La partie avant du train de passagers a été écrasée. Le train de marchandises a continué à rouler sur 500 mètres avant de s'arrêter.
Des enquêtes ultérieures ont montré que le train de marchandises avait très probablement franchi un signal d’arrêt ainsi que le signal d'annonce correspondant. La ligne figurait depuis des années sur la liste d'installation du système de protection automatique des trains PZB, mais au moment de l'accident, cela n'avait pas été fait et il n'y avait que des signaux visuels. Lorsque le train de marchandises a franchi les aiguillages, qui étaient déjà réglés pour le train de passagers, l'aiguilleur du poste d'aiguillage de Hordorf a été alerté. Il a déclaré qu'il a immédiatement donné l'ordre par radio d'arrêter via la Zugbahnfunk mais qu'il n'a reçu de réponse qu'après la collision, qui s'est produite quelques secondes plus tard.
Comme de nombreuses personnes ont été gravement blessées, il a été jugé probable que le nombre de morts pourrait augmenter immédiatement après l'incident. Les neuf passagers tués vivaient dans arrondissement d'Harz ; le conducteur du train de passagers, qui a également été tué, venait du Mecklembourg.

## Conséquences
Une centaine de policiers et de secouristes spécialisés ont participé aux opérations de sauvetage. Des ambulances ont été utilisées pour transporter les blessés, car le brouillard épais rendait les hélicoptères incapables de voler.
Deux jours après l'incident, il a été annoncé que le conducteur du train de marchandises faisait l'objet d'une enquête pour « homicide involontaire présumé » et était soupçonné de ne pas s'être arrêté au signal avant l'accident. Le 1er février, il a été rapporté que les enquêteurs pensaient que le train de marchandises avait dépassé des signaux indiquant à la fois l'annonce et l'arrêt avant l'accident. Les enquêteurs espéraient pouvoir interroger le conducteur du train de marchandises, qui était en état de choc à ce moment-là, dans le courant de la semaine.
En réponse à l'accident, l'opérateur ferroviaire national Deutsche Bahn a déclaré qu'il allait améliorer les systèmes de sécurité sur toutes les lignes à voie unique du pays, y compris en installant des systèmes d'arrêt automatique des trains si nécessaire. L'installation du PZB à Hordorf avait déjà été prévue pour mars 2011 (afin de porter la vitesse limite de la ligne à 120 km/h et ces travaux ont finalement été réalisés à la fin du mois de mai 2011.
Le rapport d'enquête final a été publié le 14 septembre 2011. Il a écarté toute défaillance de l'équipement, concluant que l'erreur humaine en était la cause première. La gravité réelle du brouillard au moment et à l'endroit de l'accident reste incertaine en raison des changements rapides de ces phénomènes météorologiques, mais le conducteur du train précédent a signalé une visibilité de 100 à 150 m. Les rumeurs selon lesquelles le conducteur du train de marchandises se trouvait sur la deuxième locomotive ont été rejetées dans le rapport comme étant non fondées.
Des poursuites pénales ont été engagées contre le conducteur du train de marchandises le 3 janvier 2012 et le procès s'est ouvert le 8 octobre 2012 à Magdebourg avec des accusations de meurtre de dix personnes (« fahrlässige Tötung » homicide par négligence criminelle), de blessures de 22 personnes (« fahrlässige Körperverletzung » coups et blessures par négligence coupable) et de dommages aux chemins de fer (« Gefährdung des Bahnverkehrs » mise en danger imprudente du trafic ferroviaire). Le 28 novembre 2012, le conducteur de train de marchandises, Titus S., 41 ans, a été reconnu coupable et condamné à un an de mise à l'épreuve sur proposition du procureur et de la défense. La défense a cependant déclaré que la Deutsche Bahn devrait porter la plus grande part de responsabilité pour avoir ignoré les problèmes de sécurité connus sur la ligne (une quasi-collision de deux trains de passagers s'était produite à quelques kilomètres de là en 2006, ce qui avait conduit à un plan d'installation immédiate d'arrêts automatiques des trains, mais cela avait été retardé jusqu'après la collision de Hordorf). Deux plaignants communs ont critiqué le résultat, en déposant un recours, qui a été rejeté par la Cour fédérale de justice le 6 août 2013.
La sixième loi sur la modification du règlement ferroviaire (Sechste Verordnung zur Änderung eisenbahnrechtlicher Vorschriften) du 25 juillet 2012 renforce les règles du règlement ferroviaire EBO, de sorte que la plupart des lignes mineures, ainsi que les plus importantes, doivent être équipées d'arrêts automatiques des trains d'ici le 1er décembre 2014. (Cette exigence s'applique à toutes les lignes dont la vitesse est supérieure à 80 km/h, à toutes les lignes où plusieurs trains peuvent circuler à plus de 50 km/h et à toutes les lignes de voyageurs où plusieurs trains peuvent circuler, quelle que soit leur vitesse).